# Pavlov Peak
Der Pavlov Peak ist ein rund 850 m hoher Berg auf Liège Island im Palmer-Archipel vor der Westküste der Antarktischen Halbinsel. Er ragt nördlich des Mount Vesalius auf.
Erstmals verzeichnet ist der Berg auf einer argentinischen Landkarte aus dem Jahr 1954. Das UK Antarctic Place-Names Committee benannte ihn 1960 nach dem russischen Mediziner und Physiologen Iwan Petrowitsch Pawlow (1849–1936), dem Entdecker des Prinzips der Klassischen Konditionierung in der Verhaltensforschung.